# Wołodymyr Deboj
Wołodymyr Mychajłowycz Deboj (ukr. Володимир Михайлович Дебой; ur. 30 czerwca 1969 w Kijowie) – ukraiński urzędnik państwowy i samorządowiec, od 2010 prezydent Żytomierza.

## Życiorys
Ukończył studia inżynieryjne w Instytucie Technologicznym Przemysłu Chłodniczego w Petersburgu (1992), ekonomiczne w Narodowej Akademii Zarządzania (1997) oraz prawnicze w Kijowskim Uniwersytecie Narodowym im. Tarasa Szewczenki (2007).
W 1992 rozpoczął pracę w browarze żytomierskim "Żytomyrpywo", gdzie pracował wcześniej jego ojciec. W latach 1998–1999 pełnił funkcję dyrektora handlowego w "Żytomyrpywo", następnie zaś przewodniczącego jego zarządu jako następca ojca (1999–2008). Od 2008 zatrudniony w administracji państwowej, w maju tego roku został zastępcą gubernatora obwodu żytomierskiego.
W wyborach w 2002 bez powodzenia ubiegał się o mandat deputowanego do Rady Najwyższej Ukrainy z ramienia "Naszej Ukrainy" (ugrupowanie: "Reformy i Porządek") w jednomandatowym okręgu wyborczym w Żytomierzu, uzyskując 0,70% głosów, następnie był członkiem Socjaldemokratycznej Partii Ukrainy (zjednoczonej). W marcu 2002 został wybrany radnym rady obwodowej w Żytomierzu, wszedł również w skład Miejskiego Komitetu Wykonawczego tamże. W wyborach samorządowych z 2010 został prezydentem Żytomierza jako kandydat Partii Regionów, uzyskując 19.9% głosów.
Żonaty, ma córkę i syna.